# Dunet
Dunet – miejscowość i gmina we Francji, w Regionie Centralnym, w departamencie Indre.
Według danych na rok 2010 gminę zamieszkiwało 112 osób, a gęstość zaludnienia wynosiła 12 osób/km².